# Lipomelia subusta
Lipomelia subusta là một loài bướm đêm trong họ Geometridae.